# Retzstadt

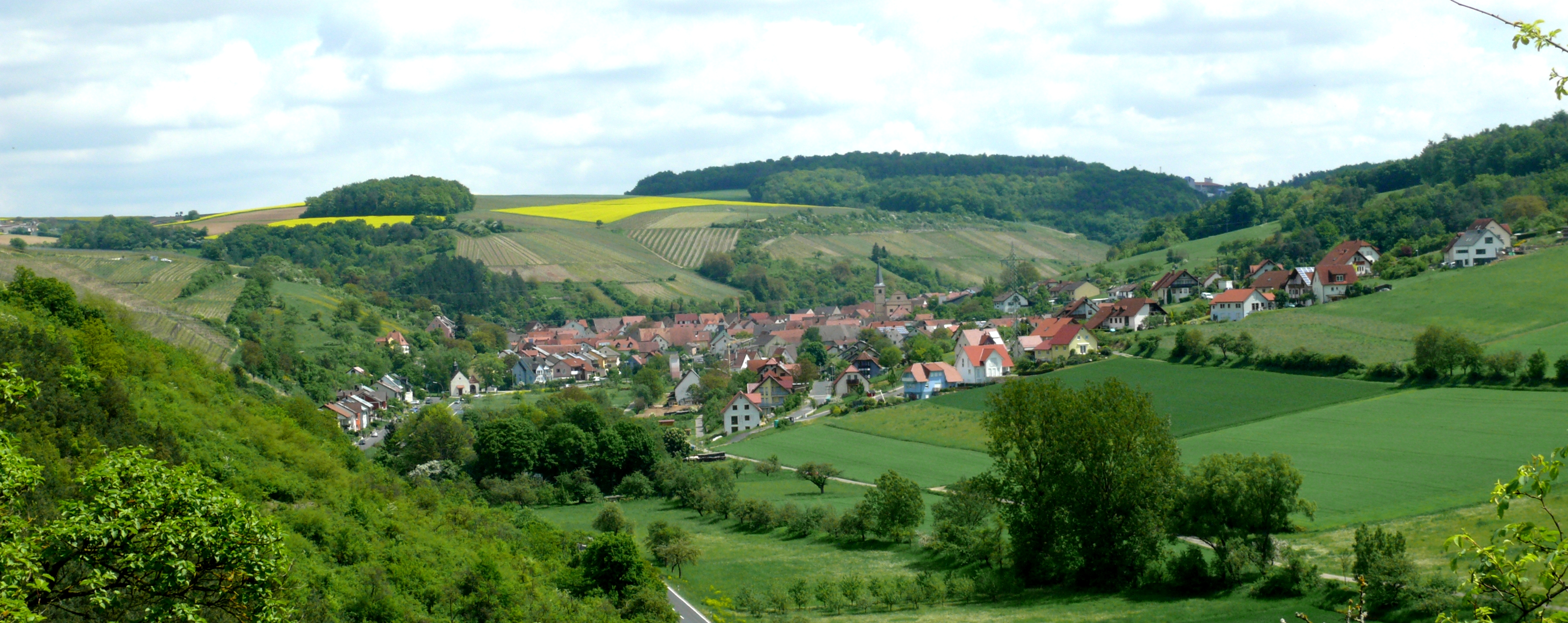
Blick von Westen auf Retzstadt

Retzstadt ist eine Gemeinde im unterfränkischen Landkreis Main-Spessart. Die Gemeinde ist Mitglied der Verwaltungsgemeinschaft Zellingen.

## Geographie
Retzstadt im Landkreis Main-Spessart liegt wenige Kilometer nordöstlich von Thüngersheim und östlich vom Zellinger Ortsteil Retzbach sowie nördlich von Güntersleben in einem Seitental des Mains an der Retz.
Retzstadt hat nur einen Gemeindeteil. Es gibt nur die Gemarkung Retzstadt.

## Name

### Etymologie
Der Name Retzstadt leitet sich vom Bach Retz ab, der in Retzbach in den Main mündet.

### Frühere Schreibweisen
Frühere Schreibweisen des Ortes aus diversen historischen Karten und Urkunden:
| - 809 Rezzistat - 820 Rezestat - 891 Rezistat - 948 Rizzestat | - 1114 Recistat - 1183 Retzstat - 1633 Retzstadt |

## Geschichte
Erstmals urkundlich erwähnt wurde „Reccisstadt“ in der Mitte des 8. Jahrhunderts. Bis 1340 war das im rechtsmainischen Gozfeldgau gelegene Retzstadt Sitz eines Zentgerichtes. Der Ort war im Spätmittelalter Ansitz einer der Seitenlinien der Familie von Brackenlohr. Retzstadt wurde als Teil des Hochstiftes Würzburg (Domkapitel), das zum Fränkischen Reichskreis gehörte, 1803 zugunsten Bayerns säkularisiert, dann im Frieden von Preßburg Erzherzog Ferdinand von Toskana zur Bildung des Großherzogtums Würzburg überlassen, mit welchem es 1814 endgültig an Bayern fiel. Im Zuge der Verwaltungsreformen in Bayern entstand mit dem Gemeindeedikt von 1818 die heutige Gemeinde.

## Einwohnerentwicklung
Im Zeitraum 1988 bis 2018 stagnierte die Einwohnerzahl; konkret stieg sie minimal von 1553 auf 1555 um 2 Einwohner bzw. um 0,1 %.

## Baudenkmäler
- Pfarrkirche St. Andreas, erbaut nach Plänen von Balthasar Neumann
- Kreuzkapelle

## Politik

### Bürgermeister
Erster Bürgermeister ist seit 1. Mai 2008 Karl Gerhard (CSU); er wurde am 15. März 2020 mit 92,3 % der Stimmen für weitere sechs Jahre gewählt. Seine Vorgänger waren:
- Siegfried Schmitt (Christliche Freie Wähler) von 2002 bis 2008
- Reinhold H. Möller (CSU/UWG) von 1984 bis 2002

### Gemeinderat
Sitzverteilung nach der Wahl 2020:
- CSU: 7 Sitze
- Christliche Freie Wähler: 5 Sitze

Gegenüber 2014 gewann die CSU vier Mandate dazu; diese Sitze hatte bisher die UWG, die nicht mehr angetreten war.

### Gemeindepartnerschaften
Retzstadt unterhält Partnerschaften mit den französischen Gemeinden Mouen und Mondrainville (seit 1990).

### Wappen
| Wappen von Retzstadt | Blasonierung: „Über silbernem Schildfuß, darin ein rotes Andreaskreuz, in Blau eine silberne Weinkelter.“ |
| Wappen von Retzstadt | |

## Wirtschaft und Infrastruktur

### Wirtschaft einschließlich Land- und Forstwirtschaft
Es gab im Jahr 2020 nach der amtlichen Statistik im produzierenden Gewerbe sechs und im Bereich Handel und Verkehr 15 sozialversicherungspflichtig Beschäftigte am Arbeitsort. In sonstigen Wirtschaftsbereichen waren am Arbeitsort 57 Personen sozialversicherungspflichtig beschäftigt. Sozialversicherungspflichtig Beschäftigte am Wohnort gab es insgesamt 699. Im verarbeitenden Gewerbe und im Bauhauptgewerbe gab es keine Betriebe. Im Jahr 2016 bestanden zudem 40 landwirtschaftliche Betriebe mit einer landwirtschaftlich genutzten Fläche von 1322 ha, davon waren 1121 ha Ackerfläche und 140 ha Dauergrünfläche.
Retzstadt ist Weinbaugemeinde. Der Retzstadter Langenberg liegt nördlich des Ortes. Die Lage sehr steil (20 bis 75 %), der Boden Muschelkalk. Angebaut wird überwiegend Silvaner, ferner Weißburgunder und Spätburgunder. Himmelpfad heißt der Weinberg, der direkt am Südhang des Oberlangberg liegt. Der Himmelpfad ist als Große Lage klassifiziert, 65 % steil und mit ca. 60 Jahre alten Silvaner-Reben bepflanzt
Am 22. November 2022 eröffnete in Retzstadt ein bürgerschaftlich organisierter Dorfladen – das „Retschter-Lädchen“. Hier haben sich über 220 Bürger finanziell engagiert, um eine Nahversorgung ins Leben zu rufen.
Der Dorfladen ist auch das Trainings- und Entwicklungszentrum der Dorfladen-Akademie, und zwar eine on- und offline funktionierende Fortbildungsmöglichkeit des Bundesverbandes der Bürger- und Dorfläden in Deutschland e. V.
Im Jahr 2000 war Retzstadt als „Teledorf Retzstadt“ eines der 19 externen bayerischen Projekte der EXPO 2000.
Retzstadt war Modellort für die Nutzung der Informations- und Kommunikationstechnologie zur Entwicklung des ländlichen Raumes.

### Bildung
Es gibt folgende Einrichtungen (Stand: 2021):
- eine Kindertageseinrichtung: 120 Plätze mit 82 Kindern
- eine Volksschule: vier Lehrer, 50 Schüler
- katholische öffentliche Bücherei

## Persönlichkeiten
- Kilian Kaspar Flasch (1831–1891), Bischof von La Crosse (Wisconsin), USA
- Vinzenz Koch (1834–1881), katholischer Geistlicher, Mitglied des Bayerischen Abgeordnetenhauses